# Nikolaj Poluchin

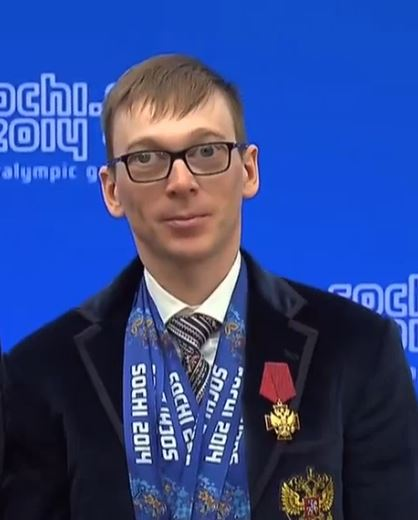
Nikolaj Poluchin närbild

Nikolaj Anatoljevitj Poluchin (ryska: Николай Анатольевич Полухин), född 7 juli 1982 i Gladilovo, Golusjmanovo region, Tiumen oblast, är en rysk längdåkare och skidskytt.

## Meriter
Paralympiska vinterspelen 2010
- Guld, längdskidåkning 1x4 2,5 km stafett
- Silver, längdskidåkning 1 km synskadade
- Silver, längdskidåkning 20 km synskadade
- Brons, längdskidåkning 10 km synskadade
- Silver, skidskytte 3 km synskadade
- Silver, skidskytte 12,5 km synskadade

Paralympiska vinterspelen 2014
- Guld, längdskidåkning 4x2,5 km mixade stafett
- Guld, skidskytte 15 km synskadade
- Silver, skidskytte 7,5 km synskadade
- Silver, skidskytte 12,5 km synskadade